# Cynanchum sepium
Cynanchum sepium là một loài thực vật có hoa trong họ La bố ma. Loài này được (Decne.) Standl. mô tả khoa học đầu tiên năm 1924.